# Георг Фолькерт
Георг Фолькерт (нім. Georg Volkert, 28 листопада 1945, Ансбах — 16 серпня 2020, Ерланген) — німецький футболіст, що грав на позиції нападника.
Виступав, зокрема, за «Нюрнберг» і «Гамбург», а також національну збірну Німеччини.
Чемпіон Німеччини. Володар Кубка Швейцарії. Володар Кубка Німеччини. Володар Кубка Кубків УЄФА.

## Клубна кар'єра
У дорослому футболі дебютував 1965 року виступами за команду клубу «Нюрнберг», в якій провів чотири сезони, взявши участь у 105 матчах чемпіонату.  За цей час виборов титул чемпіона Німеччини.
Протягом 1969—1971 років захищав кольори швейцарського «Цюриха».
Своєю грою за останню команду привернув увагу представників тренерського штабу клубу «Гамбург», до складу якого приєднався 1971 року. Відіграв за гамбурзький клуб наступні сім сезонів своєї ігрової кар'єри. Більшість часу, проведеного у складі «Гамбурга», був основним гравцем атакувальної ланки команди. 1976 року допоміг команді вибороти Кубок ФРН, що дозволило їй стати учасницею розіграшу Кубка Кубків 1976-1977. Гамбурзький клуб став переможцем цього турніру, а сам Фолькерт відкрив рахунок у фінальній грі, реалізувавши пенальті.
Згодом протягом 1978—1980 років захищав кольори «Штутгарта».
Завершив професійну ігрову кар'єру у рідному «Нюрнберзі». Прийшов до команди 1980 року, захищав її кольори до припинення виступів на професійному рівні у 1981.

## Виступи за збірну
1968 року дебютував в офіційних матчах у складі національної збірної Німеччини. Протягом кар'єри у національній команді, яка тривала 10 років, провів у формі головної команди країни 12 матчів, забивши 2 голи.

## Титули і досягнення
- Чемпіон ФРН (1):

«Нюрнберг»: 1967-1968
- Володар Кубка Швейцарії (1):

«Цюрих»: 1969-1970
- Володар Кубка ФРН (1):

«Гамбург»: 1975-1976
- Володар Кубка Кубків УЄФА (1):

«Гамбург»: 1976-1977